# Зинченко, Олег Николаевич
Олег Николаевич Зинченко (6 октября 1962, Запорожье — 17 апреля 2019) — советский и украинский самбист и дзюдоист, призёр чемпионатов СССР по самбо и дзюдо, чемпион Европы по самбо, призёр чемпионата мира по самбо, призёр Кубка мира по самбо, мастер спорта СССР международного класса по дзюдо (1986), мастер спорта Украины международного класса по самбо (1993).

## Биография
Начал заниматься борьбой в 1971 году под руководством Семёна Цыбульского. Бронзовый призёр чемпионатов СССР по самбо (1986 год) и дзюдо (1988). В 1992 году в Киеве стал чемпионом Европы по самбо. В том же году в Минске стал бронзовым призёром чемпионата мира по самбо. Победитель и призёр международных турниров по дзюдо.
В 1991—1996 годах становился чемпионом Украины по самбо и входил в сборную страны по самбо. С 1979 по 1989 входил в состав сборной Украинской ССР по дзюдо, в 1980—1988 годах был членом сборной СССР по дзюдо, а в 1990—1993 годах — сборной Украины.
Участвовал в соревнованиях ветеранов по дзюдо. В 2004 году в Черкассах стал чемпионом Украины среди ветеранов.
В последние годы жизни тяжело болел. Скончался 17 апреля 2019 года.

## Выступления на чемпионатах СССР
- Чемпионат СССР по самбо 1986 года — ;
- Чемпионат СССР по дзюдо 1988 года —  (тяжёлый вес);
- Чемпионат СССР по дзюдо 1988 года —  (абсолютный вес);